# 克拉丽丝·李斯佩克朵

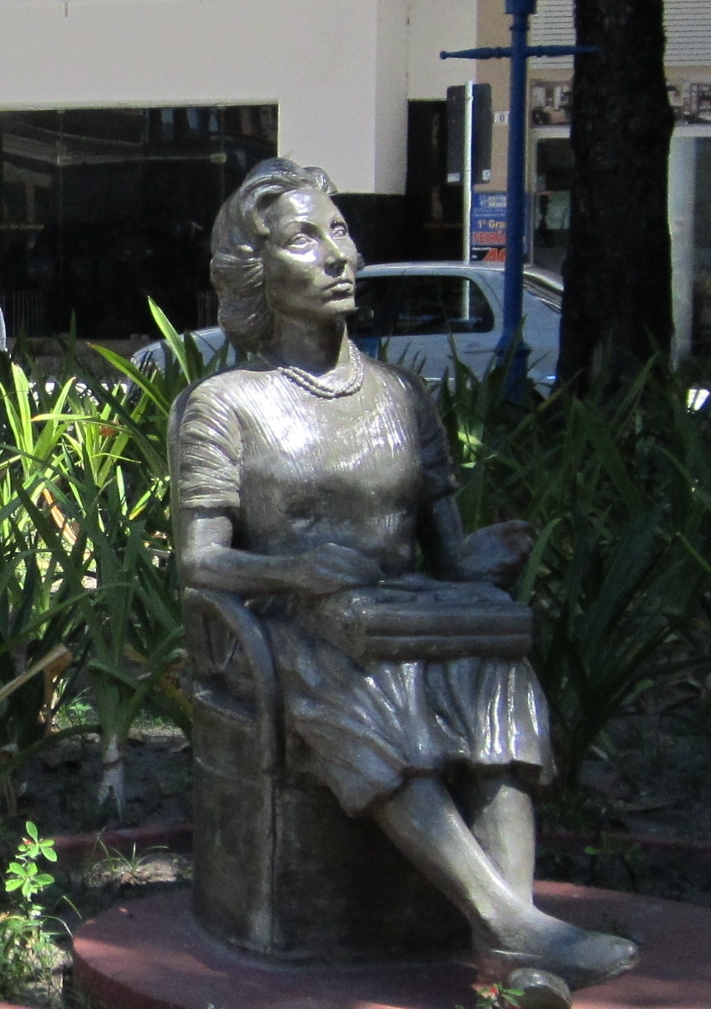
克拉丽斯的故鄉累西腓為她設立的塑像

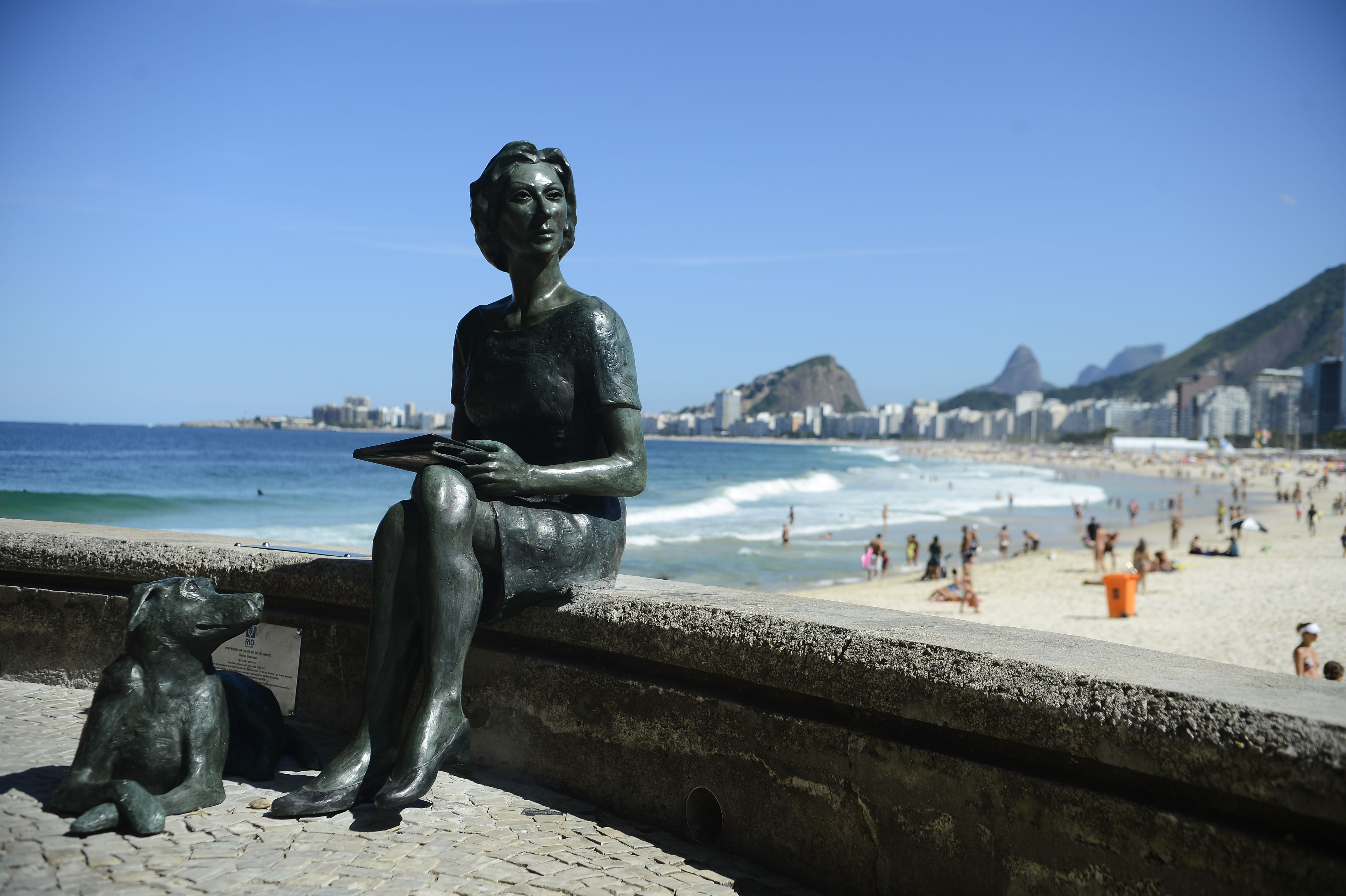
里約熱內盧的克拉丽斯塑像

克拉丽丝·李斯佩克朵（Clarice Lispector，1920年12月10日—1977年12月9日，又译作克拉丽斯·利斯佩克托），巴西猶太裔女作家。生於俄國內戰時期的烏克蘭，自幼移民巴西，在巴西東北部城市累西腓長大，但直到1943年1月結婚前夕才正式取得巴西國籍。她在里約熱內盧就讀大學法學院期間開始為報社寫稿，1943年12月發表的第一部長篇小說《瀕臨狂野的心》運用意識流手法創作，轟動巴西文壇。
1944年—1959年的大部分時間，克拉丽丝偕外交官丈夫旅居義大利、瑞士、英國及美國。1959年兩人離婚，她帶著兩個兒子回巴西定居。回國後她創作了重要作品《家庭紐帶》和《G.H.受難曲》。1966年她因火災導致右手殘疾。1977年她出版最後的代表作《星辰時刻》後不久因卵巢癌逝世。
克拉丽丝在文学界很有名望，作品颇具原创性、晦涩难读。她在巴西是个传奇式的人物，其神秘的文本风格众所周知。她还以美貌闻名，将其作品翻译成英语的Gregory Rabassa说她“长得像玛琳·黛德丽，文风像弗吉尼亚·伍尔夫”。今天她和若昂·吉马朗伊斯·罗萨一起被认为是20世纪最杰出的巴西作家。為克拉丽斯寫傳並譯介其作品的美國作家Benjamin Moser讚揚她是「卡夫卡以來最重要的猶太作家」。

## 主要作品
- 《瀕臨狂野的心（英语：Near to the Wild Heart）》（1943）
- 《家庭紐帶（英语：Family Ties (short story collection)）》（1960）
- 《G.H.受難曲（英语：The Passion According to G.H.）》（1964）
- 《隱秘的幸福（葡萄牙語：Felicidade Clandestina）》（1971）
- 《星辰時刻（英语：The Hour of the Star）》（1977）